# Roy Herbert Thomson
Roy Herbert Thomson, 1st Baron Thomson of Fleet, född 5 juni 1894 I Toronto, död 4 augusti 1976 i London, var en kanadensisk tidningsägare och en av mogulerna på Fleet Street. 

## Biografi
Roy Thomson var son till Herbert Thomson, som arbetade på Torontos Grosvenor Hotel, och englandsfödda Alice Coombs. Under första världskriget, gick han på en handelshögskola, och på grund av dålig syn blev han avvisad av armén. Han flyttade till Manitoba efter kriget för att bli en bonde, men misslyckades och återvände till Toronto, där han hade flera jobb, bland annat som försäljare av radioapparater.
Thomson fann emellertid detta besvärligt eftersom endast ett sämre distrikt fanns kvar för honom att arbeta var i. För att ge sina potentiella kunder något att lyssna på åtog han sig att inrätta en radiostation. Han lyckades skaffa en radiofrekvens och sändare för kanalen CFCH för 201 CAD och gick officiellt i luften i North Bay, Ontario den 3 mars 1931. Han sålde därefter radioapparater under ganska lång tid, men hans fokus flyttades efter hand till radiostationen snarare än radioapparaterna.
År 1934 förvärvade Thomson sin första tidning. Med en handpenning på 200 CAD köpte han Timmkins Daily Press, i Timmins, Ontario. Han började en utbyggnad av både radiostationer och tidningar på olika platser i Ontario i samarbete med en kanadensisk kollega, Jack Kent Cooke. Förutom sina mediaförvärv var Thomson 1949 ägare till en mångskiftande grupp av företag. I början av 1950-talet ägde han 19 tidningar och var ordförande i den kanadensiska dagstidningen Publishers Association, och sedan började hans första razzia i den brittiska tidningsverksamheten genom att starta upp kanadensiska Weekly Review för att tillgodose utlandskanadensare boende i Storbritannien.
År 1957 lade Thomson ett framgångsrikt bud på den kommersiella TV-kanalen för centrala Skottland, som heter Scottish Television, som han senare skulle beskriva som ett "tillstånd att trycka pengar". År 1959 köpte han en tidningsgrupp, den största i Storbritannien, som inkluderade The Sunday Times. Under årens lopp, utvidgade han sitt medieimperium till att omfatta mer än 200 tidningar i Kanada, USA och Storbritannien. Hans Thomson Organization blev ett multinationellt företag, med intressen i utgivning, tryckning, TV, och resor, och 1966 köpte han tidningen The Times från medlemmar i Astorfamiljen.
På 1970-talet gick Thomson in i ett konsortium med J. Paul Getty som framgångsrikt började utvinna olja i Nordsjön.